# إنريكي سيمبسون
إنريكي سيمبسون (بالإسبانية: Enrique Simpson Baeza)‏ هو ضابط ومستكشف في البحرية التشيلية، ولد في 1835 في فالبارايسو في تشيلي، وتوفي بنفس المكان في 17 مايو 1901.
رسم سيمبسون خرائط للأرخبيلات (منها أرخبيل غوايتيكاس) وساحل إقليم أيسن على متن السفينة الحربية تشاكابوكو في سبعينيات القرن التاسع عشر. من بين مآثره إعادة اكتشاف بحيرة سان رافائيل وإدراكه أن مضيق آيسن يوفر أفضل وصول إلى المناطق الداخلية في باتاغونيا من المحيط الهادئ.